# Panimerus kalathensis
Panimerus kalathensis és una espècie d'insecte dípter pertanyent a la família dels psicòdids que es troba a l'Índia: Himachal Pradesh.